# Lasius japonicus
Lasius japonicus är en myrart som beskrevs av Santschi 1941. Lasius japonicus ingår i släktet Lasius och familjen myror. Inga underarter finns listade i Catalogue of Life.

## Bildgalleri

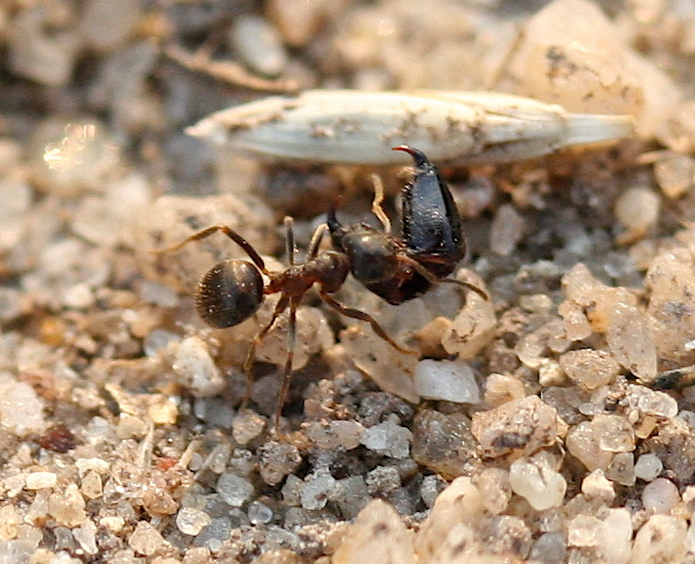
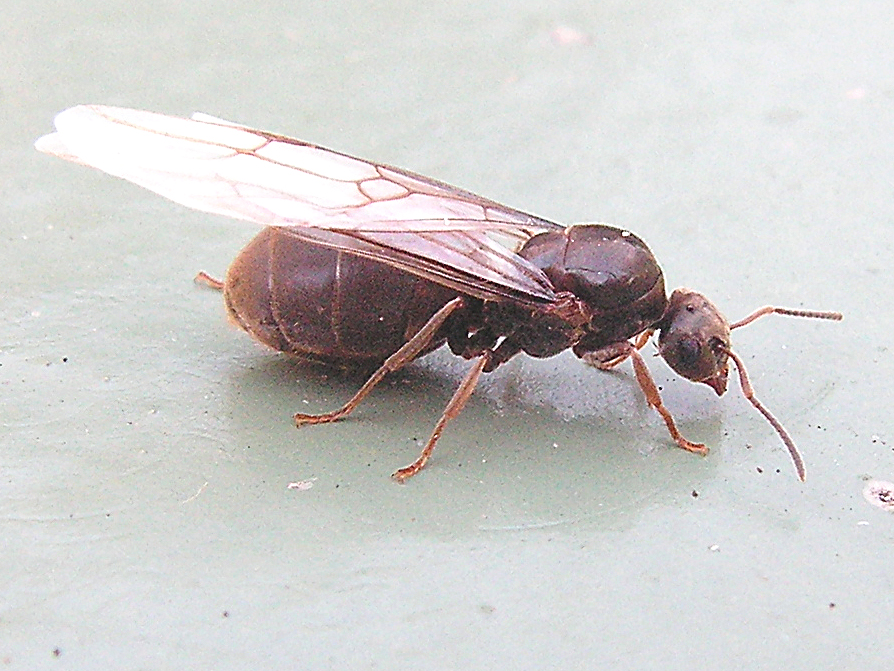